# Бекір Османов
Бекір Османов (крим. Bekir Osmanov; 22 березня 1911  –  26 травня 1983) — кримськотатарський активіст за громадянські права, агрономом і партизан.

## Раннє життя
Османов народився в Криму 22 березня 1911 року в селі Буюк-Озенбаш. Його батько, який був учителем у місцевому медресе, помер у 1915 році, залишивши матір, Ханіапте, вдовою з п'ятьма дітьми, яких потрібно було виховувати. Зростаючи у надзвичайній бідності, діти почали працювати з дуже раннього віку, обробляючи вугілля та доглядаючи за посівами. Коли йому було шість-сім років, він переніс віспу з тривалою високою температурою, і не очікувалося, що він виживе, але він пережив її. Він ріс старанною дитиною, і родина зрештою відправила його до Ялти для навчання в сільськогосподарській школі.
1935 року він одружився зі своєю однокурсницею Марією Гущинською, білорускою. Під час чисток 1937 року Османов, на той час тютюнник, був заарештований і був притягнутий до суду за спростування лисенківської псевдонауки, але суд виправдав його після того, як суддя виніс заяву, що судовий позов є неналежним способом розв'язання академічних суперечок. До війни його дружина народила доньку Тамілу та першого сина Юрія.
Під час Німецько-радянської війни заради їхньої безпеки їх евакуювали з півострова до Азербайджану до того, як німецькі війська повністю захопили півострів.

## Партизанська діяльність
Османов, занепокоєний неминучою німецькою окупацією Криму, наполягав на тому, щоб колгоспники Криму зібрали врожай раніше і підготувалися до захисту в майбутній війні, але місцевий урядовець вилаяв його за тверезий аналіз ситуації. Потім він відвідав короткострокові курси бойової підготовки, де навчився влучно стріляти з револьвера та кидати гранати. Проте за станом здоров'я його не призвали до Червоної Армії, тому він використав свої навички як розвідник у партизанському русі, щоб допомогти чинити опір нацистській окупації півострова.
Його першою місією було доставити радіо групі партизанів глибоко в лісі. Він брав участь в інших різноманітних партизанських операціях, за що здобув репутацію вправного розвідника завдяки своєму знанню місцевої географії, і в січні 1942 року був прийнятий до Комуністичної партії. За його ефективну роботу як партизана та розвідника нацистські окупанти розпочали широкомасштабний пошук його і запропонували винагороду в 100 000 марок за його голову. Його двічі номінували на Орден Леніна, але в обох випадках нагородженню перешкоджав начальник Кримського штабу партизанського руху Володимир Булатов.
Оскільки Куйбишевський загін зазнав великих втрат і не міг продовжувати, його перевели до Севастопольського загону, де він став політичним інструктором і брав участь у більш ризикованих операціях. У жовтні 1942 року він взяв участь у невеликій морській операції, допомагаючи іншим партизанам ховатися у «сліпих зонах» від ворожих сил, щоб наблизитися до узбережжя. Однак операція зазнала невдачі, командувач і комісар запанікували на початку ворожого вогню, а кілька партизанів потонули через обстріл їхніх човнів. Проте Османов та решта партизанів зберігали спокій і продовжили рух до мису Кікенеїз, де вони висадилися і дісталися лісу.
Однак його робота як партизана тривала недовго; пізніше того ж місяця він отримав серйозні осколкові поранення від міни, і тому був евакуйований з Криму 26 жовтня 1942 року.

## Пізніше життя
Спочатку його доставили до Сочі, згодом перевели до лікарні в Сухумі, де він залишався до возз'єднання з родиною в Агдамі. Потім він переїхав до Краснодара, де розташовувався Кримський обласний комітет у вигнанні, перш ніж повернутися до Криму, як тільки нацистські війська були вигнані з півострова у квітні 1944 року. Після повернення до Криму його призначили першим заступником комісара регіонального сільського господарства, і він почав розробляти план розвитку місцевого сільського господарства на охопленому війною півострові. Він не залишився в Криму надовго; оскільки він був кримським татарином, 18 травня 1944 року його депортували з Криму і відправили до Центральної Азії. Спочатку його відправили до колгоспу «Пахта Учун Кураш», але йому дозволили переїхати до радгоспу у Фергані, куди депортували його дружину та дітей. У вигнанні він працював у сільському господарстві, врешті-решт отримавши роботу в розпліднику, де він розробив кілька сортів груш.

### Наклеп від Вергасова
Ілля Вергасов, російський письменник, відомий суперечливим підходом до надмірних творчих вольностей у своїх мемуарах, хибно зобразив Османова німецьким шпигуном, якого зрештою розстріляли за зраду в одному з ранніх видань своєї книги «У горах Таврії». Попри те, що Османов вірно служив партизанському руху та був евакуйований з Криму 1942 року з медичних причин. Невдовзі після публікації книги він дізнався про наклепницький опис себе в книзі та публічно спростував його. Зрештою, багато абсурдних заяв і суперечностей Вергасова стали предметом ретельнішого вивчення, внаслідок чого наклепницькі вигадки були видалені в пізніших виданнях, опублікованих після того, як зміст книг був перевірений центральним комітетом та іншими кримськими партизанами, які помітили брехню Вергасова.

### Активізм за права кримських татар
Маючи стабільну роботу та репутацію шанованого агронома й ветерана війни, він став активним борцем за громадянські права кримських татар і одним із співзасновників початкового руху, часто зустрічаючись з іншими відомими кримськими татарами у вигнанні, включаючи Мустафу Селімова та Джеппара Акімова, щоб обговорити це питання. Незважаючи на свої стійкі комуністичні переконання, у 1966 році його врешті-решт виключили з Комуністичної партії за лист до Брежнєва, в якому він висвітлював тяжке становище кримських татар та окреслював належний ленінський шлях виходу із ситуації у формі дозволу на право повернення до попередніх місць проживання в Криму, відновлення Кримської АРСР, політичної реабілітації кримськотатарського народу, репарацій, а також інших примирних заходів. У ту епоху партія вкрай несхвально ставилася до таких поглядів та активізму, проводячи політику вимоги, щоб «особи татарської національності, які раніше проживали в Криму», залишалися в Азії замість бажання повернутися до Криму, що викликало значне невдоволення більшості кримських татар. Його син Юрій Османов пішов стопами батька і в подальші роки став видатним лідером кримськотатарського руху за громадянські права.

### Повернення до Криму
Після смерті його дружини Марії у 1974 році, Бекір Османов вирішив повернутися до Криму та зустріти безліч пов'язаних з цим викликів. На її похорон прибуло багато кримських татар з діаспори, деякі з них навіть приїхали з Нукуса, щоб віддати шану на церемонії у Фергані. Після повернення до Криму він придбав будинок у Дмитровому, але спочатку йому відмовили у дозволі на проживання, що було головною перешкодою для права на повернення для висланих кримських татар. Лише після півтора року нелегального проживання в Криму йому було надано дозвіл на проживання. Він прожив там до кінця свого життя і страждав від досить поганого стану здоров'я протягом цих років, перш ніж врешті-решт помер 26 травня 1983 року, незабаром після того, як його сина Юрія засудили до трьох років ув'язнення за активізм. Після його смерті влада звернулася до його іншого сина Артема, запропонувавши допомогти оплатити похорон, якщо він буде невеликим. Артем відхилив пропозицію, родина провела величезний похорон, на якому були присутні багато кримських татар, але Юрію не надали відпустку з в'язниці, щоб він міг бути присутнім. Бекіра поховали в Донському (Беш-Терек) поруч з Мусою Мамутом.